# Allium praecox
Allium praecox là một loài thực vật có hoa trong họ Amaryllidaceae. Loài này được Brandegee mô tả khoa học đầu tiên năm 1906.